# 鴨島町鴨島
鴨島町鴨島（かもじまちょうかもじま）は、徳島県吉野川市の大字。2010年10月1日現在の人口は3,030人、世帯数は1,253世帯。郵便番号は776-0010、うち甲の区域は776-0011、乙の区域は776-0012。

## 地理
吉野川市の北東部に位置。北は鴨島町知恵島、南は鴨島町飯尾、西は鴨島町上下島、東は鴨島町中島に接する。
旧鴨島町の中心地域で平坦地。北部を江川が東流し、江川の両岸は住宅街となっている。地内の西部を国道318号が北上し、吉野川に架かる中央橋を渡って阿波市を経て香川県に至る。

### 河川
- 江川

### 小字
- 大北
- 神島
- 知恵島境
- 天島
- 殿郷
- 西郷
- 本郷
- 宮地

### 地番符号
- 甲（江川北岸の地番区域）
- 乙（江川南岸の地番区域）

## 歴史
- 2004年（平成16年）10月1日 - 麻植郡鴨島町が川島町・山川町・美郷村と合併して吉野川市となり、現在の町名となる。

## 施設

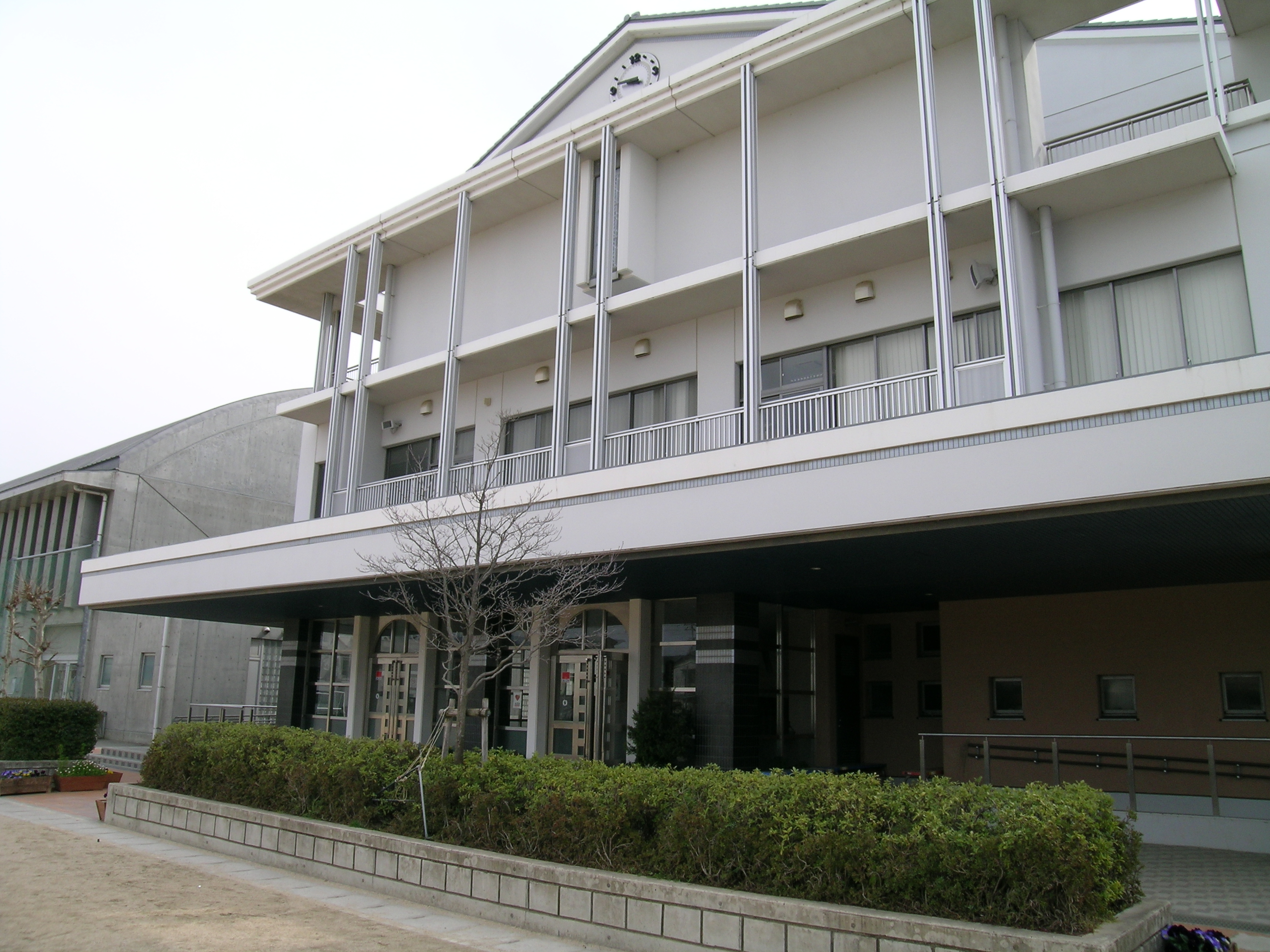
吉野川市立鴨島小学校

- 吉野川市役所
- 吉野川市立鴨島第一中学校
- 吉野川市立鴨島小学校
- 吉野川市民プラザ
- 鴨島自動車学校
- 江川・鴨島公園
- 鴨島八幡神社

## 交通

### 鉄道

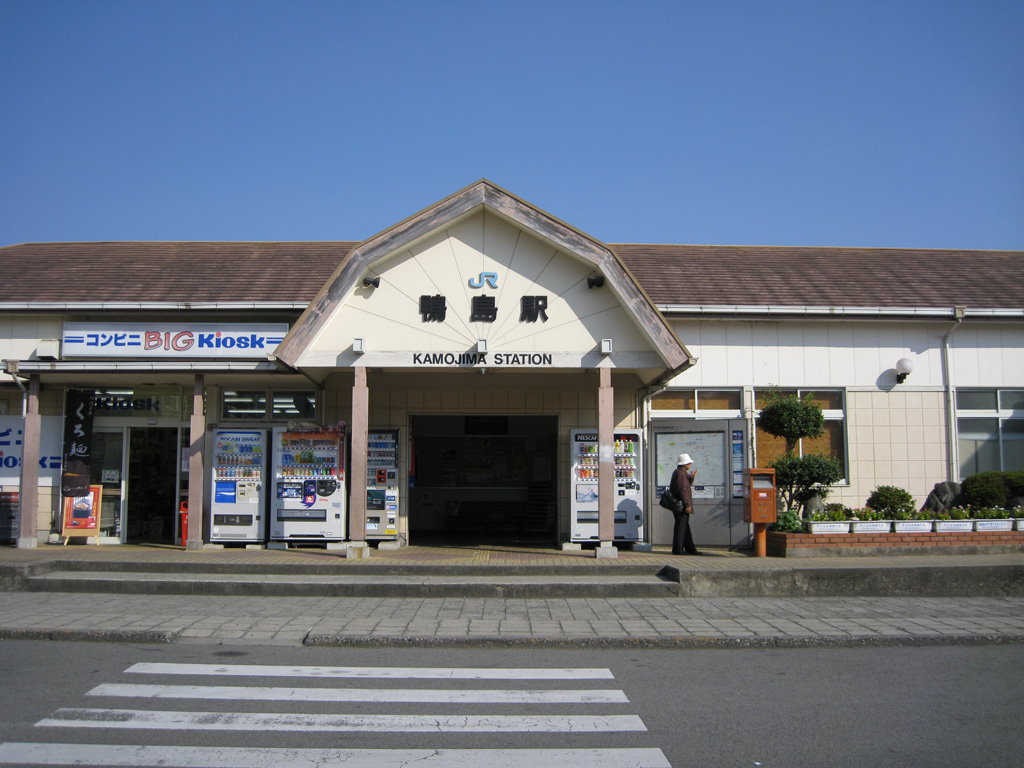
鴨島駅

四国旅客鉄道（JR四国）徳島線が通り、鴨島駅が設置されている。

### 道路
国道
- 国道192号
- 国道318号

都道府県道
- 徳島県道31号鴨島神山線
- 徳島県道155号鴨島停車場線
- 徳島県道239号牛島上下島線